# La línea de la belleza
La línea de la belleza es una novela de Alan Hollinghurst, ganadora del Premio Booker en 2004.

## Trama
La novela está ambientada en Gran Bretaña y consta de tres partes, que tienen lugar en 1983, 1986 y 1987. La historia gira en torno al joven protagonista gay, Nick Guest, quien es de clase media y de la ciudad comercial ficticia de Barwick en Northamptonshire. Se graduó en Worcester College, Oxford, con una licenciatura en inglés y comenzará estudios de posgrado en el University College de Londres. Muchos de los personajes importantes de la novela son contemporáneos masculinos de Nick en Oxford.
El libro explora la tensión entre la relación íntima de Nick con la familia Fedden, en cuyas fiestas y días festivos participa, y las realidades de su sexualidad y vida gay, que los Fedden aceptan sólo hasta el punto de no mencionarlas nunca. Explora temas de hipocresía, privilegios, drogas y homosexualidad, con la emergente crisis del sida como telón de fondo para la conclusión del libro.

### "El acorde del amor" (1983)
La novela comienza en el verano de 1983, poco después de la segunda victoria de Margaret Thatcher en las elecciones generales. Nick se muda a la lujosa casa de la familia Fedden en Notting Hill. El hijo de los Fedden, Toby, es el compañero de clase de Nick en la Universidad de Oxford de quien está secretamente enamorado. Se supone que la estadía de Nick durará poco tiempo, mientras Toby y sus padres (Rachel, la hija de una familia judía extremadamente rica al estilo Rothschild, y Gerald, un exitoso hombre de negocios y diputado conservador recién elegido por Barwick) estén en su casa de vacaciones en Francia. En casa con Nick queda Catherine, la hija de los Fedden, a quien los Fedden son reacios a dejar sola debido a su historial de autolesión. Nick ayuda a Cat a superar una crisis cuando ella considera herirse, y cuando sus padres regresan, le sugieren que se quede indefinidamente, ya que Cat se ha encariñado con él y Toby se mudará a su propia casa.
Nick sale con Leo Charles, un hombre negro de Willesden de unos 20 años, a quien conoce a través de una columna de corazones solitarios. Como Leo vive con su religiosa madre y Nick se siente restringido en la casa de los Fedden, los dos tienen una relación sexual casi exclusivamente al aire libre, en parques públicos y calles laterales.
Leo también le presenta a Nick a Pete, su ex amante de mediana edad que dirige una tienda de antigüedades, como el padre de Nick, y que está enfermizo.

### "¿A quién perteneces maravillosamente?" (1986)
Como no se mudó, Nick ahora es un miembro permanente de la familia Fedden. Pasa la mayor parte de su tiempo con Wani Ouradi, uno de sus compañeros de Oxford, hijo de un rico hombre de negocios libanés. A pesar de que Nick es abiertamente gay, Wani parece tener una prometida y permanece en el armario, por lo que su relación se mantiene en secreto. Aunque Nick está terminando su doctorado sobre Henry James, pasa la mayor parte de su tiempo viviendo un estilo de vida decadente de drogas y sexo con Wani, quien lo prodiga con dinero y regalos caros. Para cubrir su relación, Wani finge que Nick lo está ayudando a escribir un guion de The Spoils of Poynton, además de ayudarlo a establecer Ogee, una revista de lujo que Wani quiere crear.
Nick descubre por accidente que Gerald está teniendo una aventura con su asistente, Penny, lo que perturba su visión de los Fedden.
A Catherine ahora le han diagnosticado bipolaridad y toma litio, lo que la ayuda a controlar sus cambios de humor. Se da cuenta de que Nick está teniendo una aventura con Wani cuando los dos pasan tiempo en la casa de campo francesa de los Fedden.
Se organiza una fiesta para el 25.º aniversario de bodas de Rachel y Gerald. Nick encuentra a Margaret Thatcher por primera vez y, drogado con coca, la invita a bailar, lo que ella acepta.

### "El final de la calle" (1987)
En 1987, el día de las elecciones, Nick va a votar y no vota por el candidato conservador sino por un miembro del Partido Verde. La hermana de Leo lo visita en la oficina de Ogee, donde se entera de que Leo murió unas semanas antes de sida y su hermana está tratando de advertir a todos sus antiguos amantes. Nick pasa la noche de las elecciones solo en casa con Catherine y observa cómo Polly, su antiguo amigo gay de la universidad, es elegido diputado a los 28 años.
Más tarde tiene un almuerzo de trabajo con dos posibles inversores cinematográficos homosexuales. Wani llega tarde. Tiene sida y se está consumiendo. Wani se ofrece a dejarle a Nick algunas propiedades que posee, ya que garantizará la seguridad financiera de Nick por el resto de su vida. También advierte a Nick que pronto se desatará un escándalo sobre fondos mal administrados en torno a Gerald.
Al regresar a casa, Nick descubre que el escándalo ya ha estallado. Una bulliciosa Cat, ahora demasiado enérgica gracias a su medicación, hace que Nick la lleve a un lugar donde encuentran a Penny y Gerald juntos. Cat hace pública su aventura, lo que obliga a Gerald a dimitir como diputado y provoca resentimiento entre Rachel y Nick, ya que ella culpa Nick por su propia falta de responsabilidad con respecto a Cat y sostiene que Nick nunca entendió realmente que su papel era cuidar de Catherine. no complacerla.
Poco después, la prensa (que estaba acampada frente a la casa de los Fedden) publica una historia sobre Wani y Nick, provocando un escándalo mayor. Gerald usa a Nick como chivo expiatorio y lo acusa de apegarse a la familia y luego destruirla debido a su homosexualidad.
Nick se va a vivir con Wani y ve el primer y último número de Ogee. Regresa a la casa de los Fedden para recoger sus cosas, sabiendo que están ausentes para una boda, y se encuentra con Penny, quien le revela que continuará su aventura con Gerald. Nick sale de la casa de los Fedden por última vez y reflexiona sobre la prueba de VIH que se hará al día siguiente, que imagina que será positiva.

## Título
El título del libro se refiere a la Línea de la Belleza, la doble "S" del arco conopial, una forma que "se balancea en ambos sentidos". William Hogarth, en su libro de 1753 El análisis de la belleza, describe cómo la belleza misma se encarna en la forma,  que el protagonista Nick Guest utiliza para describir el cuerpo de Wani. Por el contrario, otros personajes describen las líneas de cocaína como "hermosas". Nick también describe estar motivado por la belleza por sí misma, un rasgo de carácter con el que los otros personajes no pueden identificarse.

## Temas principales
El libro aborda el surgimiento del sida, así como la relación entre la política y la homosexualidad, y su aceptación ambivalente dentro del Partido Conservador de la década de 1980 y la sociedad en general. El libro también considera la hipocresía heterosexual con respecto a la promiscuidad homosexual. Finalmente, un tema subyacente es la naturaleza de la belleza. Nick se siente atraído por la belleza física del arte y de los hombres. Sin embargo, paga un precio por sus elecciones: su bello amante Wani es un homosexual que se odia a sí mismo, y la casa de los Fedden (en la que Nick Guest sigue siendo un invitado) está llena de arte exquisito y vil hipocresía. La novela también trata sobre la experiencia de salir del armario de Nick y de los hombres homosexuales en general.
La novela explora la cuestión de si un hombre gay puede permanecer apolítico en una sociedad homofóbica. El baile de Nick con Margaret Thatcher tiene matices de baile con el diablo.
El libro se refiere con frecuencia a la vida y obra de Henry James.

## Importancia literaria y crítica.
Hollinghurst escribió parte de la novela en la colonia Yaddo. 
El libro ganó el Premio Booker 2004.   En 2019, la novela ocupó el puesto 38 en la lista de The Guardian de los 100 mejores libros del siglo XXI. 
Hollinghurst ha recibido elogios por su retrato de la vida entre las clases gobernantes privilegiadas durante principios y mediados de la década de 1980.  La novela ha sido comparada con A Dance to the Music of Time de Anthony Powell,  con especial atención al personaje de Powell, Nicholas Jenkins.  El protagonista también ha sido comparado con Nick Carraway en El gran Gatsby de F. Scott Fitzgerald.  James Wood, que escribió para The New Republic, elogió la novela, calificándola de "un deleite amplio y sofisticado, cargado de cientos de delicadas impresiones e ideas, y decenas de frases vitales y hermosas", aunque criticó el final como un "algo trillado". "Y una visión anacrónica del homosexual como una figura siempre condenada a estar sin hogar y exiliada de la felicidad, solitaria y solitaria, sin familia ni amigos, siempre nostálgica de un pecho que siempre, aunque sea en secreto, lo ha rechazado". 
La apariencia de Margaret Thatcher ha sido comparada con la de Kurtz en El corazón de las tinieblas de Joseph Conrad;  Sir Maurice Tipper y su esposa han sido comparados con personajes de Evelyn Waugh. 

## Adaptación televisiva
En 2006, la BBC transmitió una adaptación televisiva en tres partes que luego se lanzó en DVD. Dan Stevens interpreta a Nick Guest, con Oliver Coleman como Toby, Alice Krige como Rachel y Tim McInnerny como Gerald.